# European Processor Initiative
L'European Processor Initiative (EPI, initiative pour un processeur européen, en anglais) est un projet de processeur européen. Il s'agit d'un SoC, de technologie RISC, mettant en œuvre des cœurs de microprocesseur d'architecture ARM (technologie britannique au lancement du projet) et des accélérateurs, spécialisé dans le calcul matriciel et le deep learning pour l'intelligence artificielle. Il se base sur l'architecture ouverte et libre RISC-V (Licence BSD). Il est financé par le programme Horizon 2020 de l'Union européenne. Le processeur est conçu pour être intégré à terme dans un supercalculateur exascale, mais aussi pour être embarqué dans des automobiles. L'initiative est gérée par un consortium de 27 partenaires dont Atos-Bull, SiPearl, le Barcelona Supercomputing Center, le CEA, Infineon, STMicroelectronics et BMW, répartis dans 10 pays européens.

## Historique
L'initiative démarre en 2015, avec pour objectif de produire un supercalculateur exaflops en 2023. La première phase du projet démarre en décembre 2018. À l'été 2019, le gros de l'architecture est décidé.

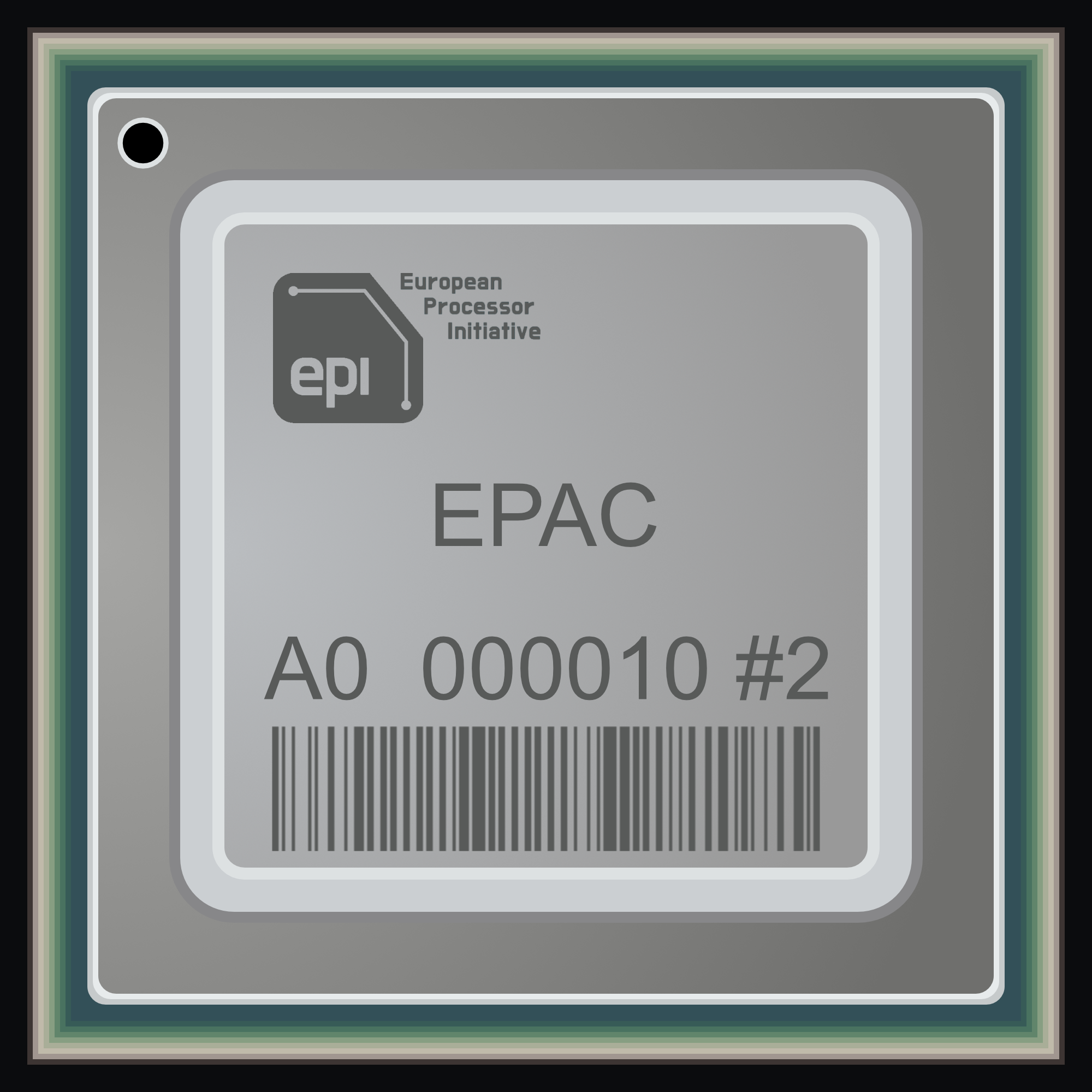
Illustration du premier prototype

En janvier 2020, un premier prototype est présenté.
En février 2021, d'après l'état de l'avancement du projet, la puissance de calcul estimée finale du supercalculateur MareNostrum 5 en cours de déploiement à Barcelone, devrait être de l'ordre de 200 petaflops.
Les premiers exemplaires en FPGA sont testés en mars 2021, et les ASIC annoncés en juin. En septembre, les premiers exemplaires gravés en 22 nm par GlobalFoundries sont testés et affichent leur « Hello World! ». Les versions FPGA peuvent faire fonctionner Linux mais à ce moment, les EPAC sont limités à des commandes en programmation bare metal.

## Logiciel
Le projet cherche à réutiliser les systèmes existants (déjà implémentés sous GNU/Linux). Le compilateur utilisé est basé sur LLVM et analysé à l'aide de Compiler Explorer. La bibliothèque OpenMP 5.0 va servir à abstraire la complexité de la technologie.

## Évènements
L'annonce du projet d'achat d'ARM par Nvidia, une entreprise américaine, en septembre 2020, impliquerait que ces technologies devraient alors se conformer aux régulations d’exportation des États-Unis (Office of Foreign Assets Control - OFAC). Le processus devrait néanmoins prendre plusieurs mois.